# Clément Lenglet
Clément Lenglet (ur. 17 czerwca 1995 w Beauvais) – francuski piłkarz, występujący na pozycji obrońcy w hiszpańskim klubie Atlético Madryt. W latach 2019–2021 występował w reprezentacji Francji.  
Wychowanek AS Nancy, w swojej karierze grał także w Sevilli i Tottenhamie Hotspur.

## Kariera klubowa
Lenglet reprezentował juniorskie zespoły AMS Montchevreuil, US Chantilly oraz AS Nancy. W 2013 roku zadebiutował w pierwszym zespole AS Nancy. W 2016 roku wraz z zespołem awansował do Ligue 1. W 2017 roku został piłkarzem hiszpańskiego klubu Sevilla FC. Rok później przeniósł się do FC Barcelony. W sezonie 2018/19 piłkarz zdobył z zespołem Superpuchar Hiszpanii oraz La Liga oraz dotarł do 1/2 Ligi Mistrzów. Lewonożny środkowy obrońca wystąpił wtedy w 45 meczach, w których zdobył 2 gole, zaliczył asystę, otrzymał 11 żółtych kartek oraz 1 czerwoną.
Po zakończeniu sezonu 2024/25 rozwiązał kontrakt z FC Barceloną i odszedł do Atlético Madryt w którym występował wcześniej będąc na rocznym wypożyczeniu. 

### Statystyki
Stan na 9 lipca 2023
| Klub                     | Sezon              | Liga               | Liga  | Liga   | Puchar kraj. | Puchar kraj. | Puchar ligi | Puchar ligi | Europa | Europa | Inne  | Inne   | Suma  | Suma   |
| Klub                     | Sezon              | Liga               | Mecze | Bramki | Mecze        | Bramki       | Mecze       | Bramki      | Mecze  | Bramki | Mecze | Bramki | Mecze | Bramki |
| ------------------------ | ------------------ | ------------------ | ----- | ------ | ------------ | ------------ | ----------- | ----------- | ------ | ------ | ----- | ------ | ----- | ------ |
| AS Nancy                 | 2013/14            | Ligue 2            | 3     | 0      | 0            | 0            | 0           | 0           | –      | –      | –     | –      | 3     | 0      |
| AS Nancy                 | 2014/15            | Ligue 2            | 22    | 0      | 2            | 0            | 2           | 0           | –      | –      | –     | –      | 26    | 0      |
| AS Nancy                 | 2015/16            | Ligue 2            | 34    | 2      | 1            | 0            | 1           | 0           | –      | –      | –     | –      | 36    | 2      |
| AS Nancy                 | 2016/17            | Ligue 1            | 18    | 0      | 0            | 0            | 2           | 0           | –      | –      | –     | –      | 20    | 0      |
| AS Nancy                 | Razem              | Razem              | 77    | 2      | 3            | 0            | 5           | 0           | –      | –      | –     | –      | 85    | 2      |
| Sevilla FC               | 2016/17            | Primera División   | 17    | 0      | 1            | 0            | –           | –           | 1      | 0      | –     | –      | 19    | 0      |
| Sevilla FC               | 2017/18            | Primera División   | 35    | 3      | 8            | 0            | –           | –           | 11     | 1      | –     | –      | 54    | 4      |
| Sevilla FC               | Razem              | Razem              | 52    | 3      | 9            | 0            | –           | –           | 12     | 1      | –     | –      | 73    | 4      |
| FC Barcelona             | 2018/19            | Primera División   | 23    | 1      | 9            | 1            | –           | –           | 12     | 0      | 1     | 0      | 45    | 2      |
| FC Barcelona             | 2019/20            | Primera División   | 28    | 2      | 3            | 1            | –           | –           | 9      | 1      | 0     | 0      | 40    | 4      |
| FC Barcelona             | 2020/21            | Primera División   | 33    | 1      | 5            | 0            | –           | –           | 8      | 0      | 2     | 0      | 48    | 1      |
| FC Barcelona             | 2021/22            | Primera División   | 21    | 0      | 0            | 0            | –           | –           | 6      | 0      | 0     | 0      | 27    | 0      |
| FC Barcelona             | Razem              | Razem              | 105   | 4      | 17           | 2            | –           | –           | 35     | 1      | 3     | 0      | 159   | 7      |
| Tottenham Hotspur (wyp.) | 2022/23            | Premier League     | 26    | 0      | 1            | 0            | 1           | 0           | 7      | 1      | –     | –      | 35    | 1      |
| Ogólnie w karierze       | Ogólnie w karierze | Ogólnie w karierze | 260   | 9      | 30           | 2            | 6           | 0           | 54     | 3      | 3     | 0      | 353   | 14     |

## Sukcesy

### AS Nancy
- Mistrzostwo Ligue 2: 2015/2016

### FC Barcelona
- Mistrzostwo Hiszpanii: 2018/2019
- Puchar Króla: 2020/2021
- Superpuchar Hiszpanii: 2018

## Kariera reprezentacyjna
Lenglet był młodzieżowym reprezentantem Francji. Reprezentował drużyny U-16, U-17, U-18, U-19, U-20 oraz U-21. W seniorskiej reprezentacji zadebiutował 11 czerwca 2019 w wygranym 4:0 meczu z Andorą.